# Theatre of Death
Theatre of Death is een computerspel uit 1992. Het spel werd ontwikkeld door The Software Shed en uitgegeven door Psygnosis Limited. Het tactisch oorlogsspel heeft gelijkenis met Canon Fodder uit 1993. Het spel werd uitgebracht in 1992. De speler bestuurt een groep soldaten en moet een aantal missies volbengen in verschillende type terrein, zoals grasland, sneeuw, woestijn en de maan. Het speelboard wordt van bovn isometrisch weergegeven. Er kunnen verschillende wapens gebruikt worden, zoals pistolen, machine geweren, rocketlauncers, landmijnen, tanks, APC's en helikopters.

## Platforms
| Jaar | Platform |
| ---- | -------- |
| 1993 | Amiga    |
| 1994 | DOS      |

## Ontvangst
| Beoordeeld door       | Jaar | Platform | Score |
| --------------------- | ---- | -------- | ----- |
| Joystick (Frans)      | 1994 | DOS      | 88%   |
| Amiga Dream           | 1993 | Amiga    | 82%   |
| Génération 4          | 1994 | DOS      | 71%   |
| Amiga Power           | 1993 | Amiga    | 61%   |
| High Score            | 1994 | Amiga    | 60%   |
| PC Games (Duitsland)  | 1994 | DOS      | 58%   |
| The DOS Spirit        | 2008 | DOS      | 50%   |
| Amiga Format          | 1993 | Amiga    | 49%   |
| PC Player (Duitsland) | 1994 | DOS      | 36%   |
| Interface             | 1994 | DOS      | 25%   |